# محمدآباد (نیمروز)
محمدآباد روستایی در دهستان ادیمی بخش مرکزی شهرستان نیمروز استان سیستان و بلوچستان ایران است. بر پایه سرشماری عمومی نفوس و مسکن در سال ۱۳۹۰ جمعیت این روستا ۶۰ نفر (در ۱۷ خانوار) بوده است.